# Signiphora aleyrodis
Signiphora aleyrodis é uma espécie de insetos himenópteros, mais especificamente de vespas parasíticas pertencente à família Signiphoridae.
A autoridade científica da espécie é Ashmead, tendo sido descrita no ano de 1900.
Trata-se de uma espécie presente no território português.